# البكيرية (صنعاء القديمة)

تعديل مصدري - تعديل

حارة البكيرية - مقبرة هي إحدى حارات مدينة صنعاء القديمة، بلغ تعداد سكانها 281 نسمة حسب تعداد اليمن لعام 2004.